# Анналы святого Максимина Трирского
Анналы святого Максимина Трирского (лат. Annales Sancti Maximini Trevirensis) — исторические записки, выполненные несколькими лицами в трирском монастыре св. Максимина в IX в. Сохранились в рукописи IX—X вв. Охватывают период с 538 по 987 гг. Содержат сведения главным образом по истории Франкского государства и Священной Римской империи.

## Издания
- Annales Sancti Maximini Trevirensis // MGH, SS. Bd. IV. Hannover. 1841, p. 5-7[2].

## Переводы на русский язык
- Анналы святого Максимина Трирского в переводе И. Дьяконова на сайте Восточная литература